# Intersectionnalité

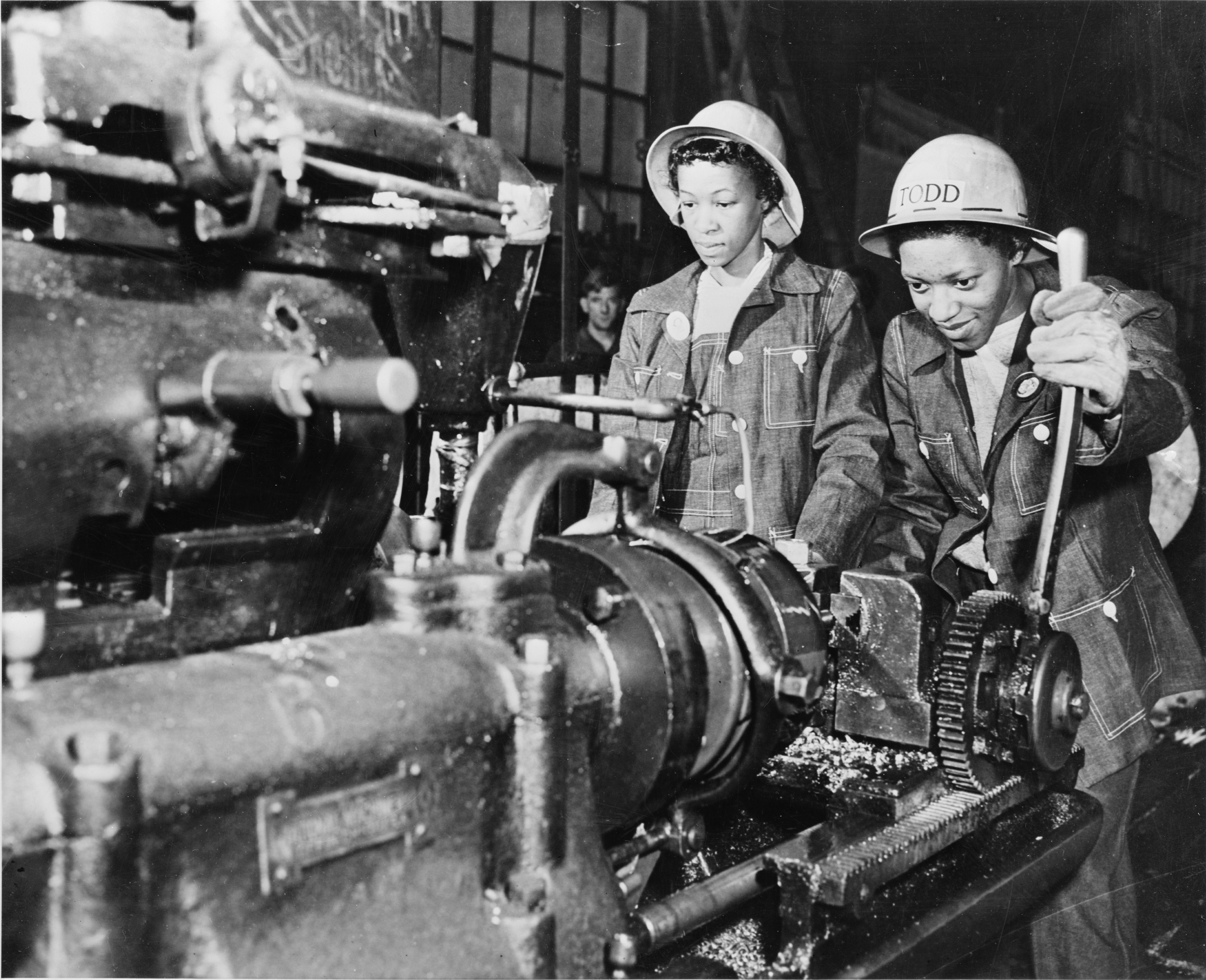
Femmes noires américaines travaillant dans une usine pendant la Seconde Guerre mondiale en 1943 et pouvant à la fois être victimes de sexisme, de classisme et de racisme.

L’intersectionnalité (de l'anglais intersectionality) ou intersectionnalisme est une notion employée en sociologie et en réflexion politique, qui désigne la situation de personnes subissant simultanément plusieurs formes de stratification, domination ou de discrimination dans une société. Ainsi, dans l'exemple d'une personne appartenant à une minorité ethnique et issue d'un milieu pauvre, celle-ci pourra être à la fois victime de racisme et de mépris de classe.
Le terme a été proposé par l'universitaire afroféministe américaine Kimberlé Williams Crenshaw en 1989 pour parler spécifiquement de l'intersection entre le sexisme et le racisme subis par les femmes afro-américaines, pour en évaluer les conséquences en matière de pouvoir, et expliquer pourquoi ces femmes n'étaient pas prises en compte dans les discours féministes de l'époque. Le sens du terme a depuis été élargi, dans les années 2010, avec la montée du cybermilitantisme et englobe désormais toutes les formes de discriminations qui peuvent s'entrecroiser.
Cette notion est une importante contribution théorique des études sur le féminisme. Pour ses partisans, elle permet aux modèles de réflexion d'aborder la complexité du monde tout en maintenant l'élan politique qui porte la plupart des acteurs de ce milieu.

## Démarche

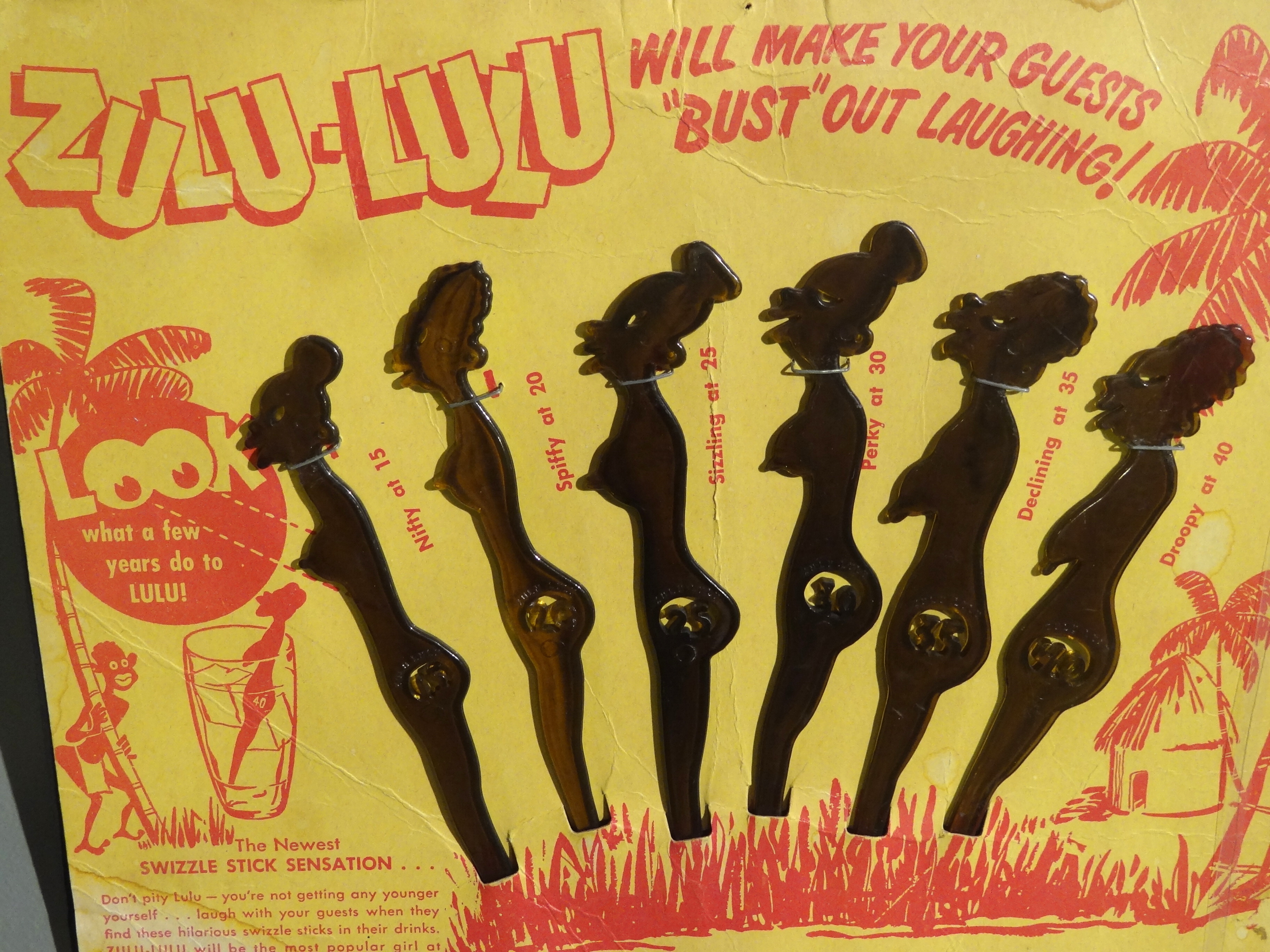
Agitateurs pour boisson à connotation raciste, sexiste et agiste
(National Civil Rights Museum, Downtown Memphis, Tennessee).

L'intersectionnalité étudie les formes de domination, d'oppression et de discrimination, non pas séparément, mais dans les liens qui se nouent entre elles, en partant du principe que les différenciations sociales comme le genre, la race, la classe, la couleur, la nation, la religion, la génération, la sexualité, le handicap, la santé mentale, ou l'orientation sexuelle ne sont pas cloisonnées, ou encore que les rapports de domination entre catégories sociales ne peuvent pas être entièrement expliqués s'ils sont étudiés séparément les uns des autres. L'intersectionnalité entreprend donc d'étudier les croisements et intersections entre ces différents phénomènes.
Elle analyse les rapports sociaux aux niveaux macrosociologiques (notamment la façon dont les systèmes de pouvoir expliquent le maintien des inégalités) et microsociologiques (notamment via l'analyse des systèmes d'inégalités dans les trajectoires individuelles). Cette dualité macro/micro caractérise la recherche intersectionnelle.
La question de savoir comment les différences sociales sont constituées demeure ouverte. Les notions de sexe, de race ou de classe, par exemple, ont-elles une autonomie les unes par rapport aux autres, ou bien se constituent-elles mutuellement ? Faut-il donner aux processus économiques, donc à la notion de classe, une prépondérance ? Pour répondre, les chercheurs proposent deux directions : l'approfondissement des notions de pouvoir et l'intégration dans le paradigme de l'intersectionnalité de notions sociologiques plus larges, comme celle de capital social.

## Psychologie et psycho-sociologie
(mai 2020).
Le contenu est difficilement compréhensible vu les erreurs de traduction, qui sont peut-être dues à l'utilisation d'un logiciel de traduction automatique.
Les chercheurs en psychologie ont incorporé les effets et conséquences de liens ou « intersections » entre différentes causes (les liens entre les causes et sujets de différents combats politiques sociaux ou autre) depuis les années 1950. Ces « liens » ou « effets d'intersection » (« intersection effects » en anglais) étaient basés sur l'étude des biais, heuristiques, stéréotypes et jugements. Les psychologues ont étendu la recherche sur les biais psychologiques aux domaines de la psychologie cognitive et motivationnelle. Ce que l'on constate, c'est que chaque esprit humain a ses propres biais de jugement et de prise de décision qui tendent à préserver le biais du statu quo en évitant le changement et l'attention aux idées qui existent en dehors de son domaine personnel de perception. Les effets d'interaction psychologique couvrent une gamme de variables, bien que les effets « personne par situation » soient la catégorie la plus examinée. Par conséquent, les psychologues ne considèrent pas l'effet d'interaction des données démographiques telles que le sexe et la race comme étant plus remarquable ou moins remarquable que tout autre effet d'interaction. De plus, l'oppression peut être considérée comme une construction subjective lorsqu'elle est considérée comme une hiérarchie absolue. Même si une définition objective de l'oppression était atteinte, les effets « personne par situation » rendraient difficile de considérer certaines personnes ou catégories de personnes comme opprimées uniformément. Par exemple, les hommes noirs sont stéréotypés comme violents, ce qui peut être un inconvénient dans les interactions avec la police, mais aussi comme physiquement attrayants,, ce qui peut être avantageux dans les situations romantiques,.
Des études psychologiques ont montré que l'effet de la multiplication des identités « opprimées » n'est pas nécessairement additif, mais plutôt interactif de manière complexe. Par exemple, les hommes gays noirs peuvent être évalués plus positivement que les hommes hétérosexuels noirs, parce que les aspects « féminins » des stéréotypes gays tempèrent l'aspect hypermasculin et agressif des stéréotypes noirs,.

## Histoire de la notion
Awa Thiam est la première féministe à formuler en 1978 dans son essai La Parole aux négresses la question du positionnement des femmes noires francophones dans le mouvement féministe, produisant une première base théorique de l'intersectionnalité bien qu'elle n'applique pas à cette notion le terme d'intersectionnalité.
Awa Thiam explique que les femmes noires souffrent de plusieurs oppressions simultanément et les problèmes spécifiques qu'elles rencontrent ne sont pas traités au sein du mouvement féministe blanc et occidental.
Le terme intersectionality a été inventé par l'universitaire féministe afro-américaine Kimberlé Williams Crenshaw dans une enquête publiée en 1991 et portant sur les violences subies par les femmes de couleur dans les classes défavorisées aux États-Unis,. Celle-ci avait entamé sa réflexion sur les intersections entre discriminations dans un article de 1989 dont la réflexion se situait dans la lignée du courant du black feminism. Ce terme a été repris depuis par de nombreuses autres études, bien que d'autres termes, comme « interconnectivité » ou « identités multiplicatives », aient également été utilisés pour qualifier la même démarche.
Cette théorie a remporté un grand succès dans le contexte des études de genre. Elle aborde un problème difficile pour le féminisme : les différences entre femmes. Le vieil idéal d'un féminisme où toutes les femmes seraient ensemble est difficile à tenir,, et cette théorie apporte une plate-forme qui peut être commune à tous les courants. Elle rend visibles les différences de race, genre et classe tout en déconstruisant ces catégories. Dans un cadre universitaire, elle donne à réfléchir à la fois aux généralistes et aux spécialistes, tout en établissant une passerelle entre les deux ; dans ce cadre, l'intersectionnalité forme un mot tendance, capable d'attirer l'attention s'il est présent dans le titre d'un article scientifique. Enfin, son incomplétude même rend cette théorie attirante, et donne à chacun la possibilité de la compléter ; elle ouvre à de nouvelles discussions et à de nouvelles découvertes. Cette théorie, qui met en lumière la complexité du monde, donne aux sociologues et aux féministes les moyens de l'aborder. Par exemple, la notion aide à comprendre en quoi les femmes noires ou pauvres ne subissent pas les mêmes violences ou discriminations que les femmes issues des classes socio-professionnelles favorisées et blanches.

## Complexité de l'intersectionnalité
La chercheuse Leslie McCall (en) distingue trois méthodes différentes permettant l'étude de l'intersectionnalité.
- Tout d'abord, la complexité anticatégorique, qui repose sur la déconstruction des divisions catégoriques : elle est fondée sur le principe que les catégories sociales sont des constructions arbitraires de l'histoire et de la langue et qu'elles contribuent peu à la compréhension de la manière dont les personnes interagissent avec la société.
- Ensuite, la complexité intercatégorielle : elle fait de l'existence des inégalités dans la société la base de l'intersectionnalité.
- Enfin, la complexité intracatégorielle, qui peut être vue comme l'intermédiaire entre les complexités anti et intercatégorielles : cette approche reconnaît les défauts des catégories sociales existantes et remet en question la manière dont ces catégories créent des frontières et des distinctions, tout en reconnaissant leur importance dans la compréhension du monde social.

## Critiques de la notion

### Par sa créatrice Kimberlé Williams Crenshaw
En 2020, Kimberlé Williams Crenshaw elle-même, créatrice de l'expression, revient dans une interview sur la dénaturation de son concept : « Il y a eu une distorsion [de ce concept]. Il ne s'agit pas de politique identitaire sous stéroïdes. Ce n'est pas une machine à faire des mâles blancs les nouveaux parias ».

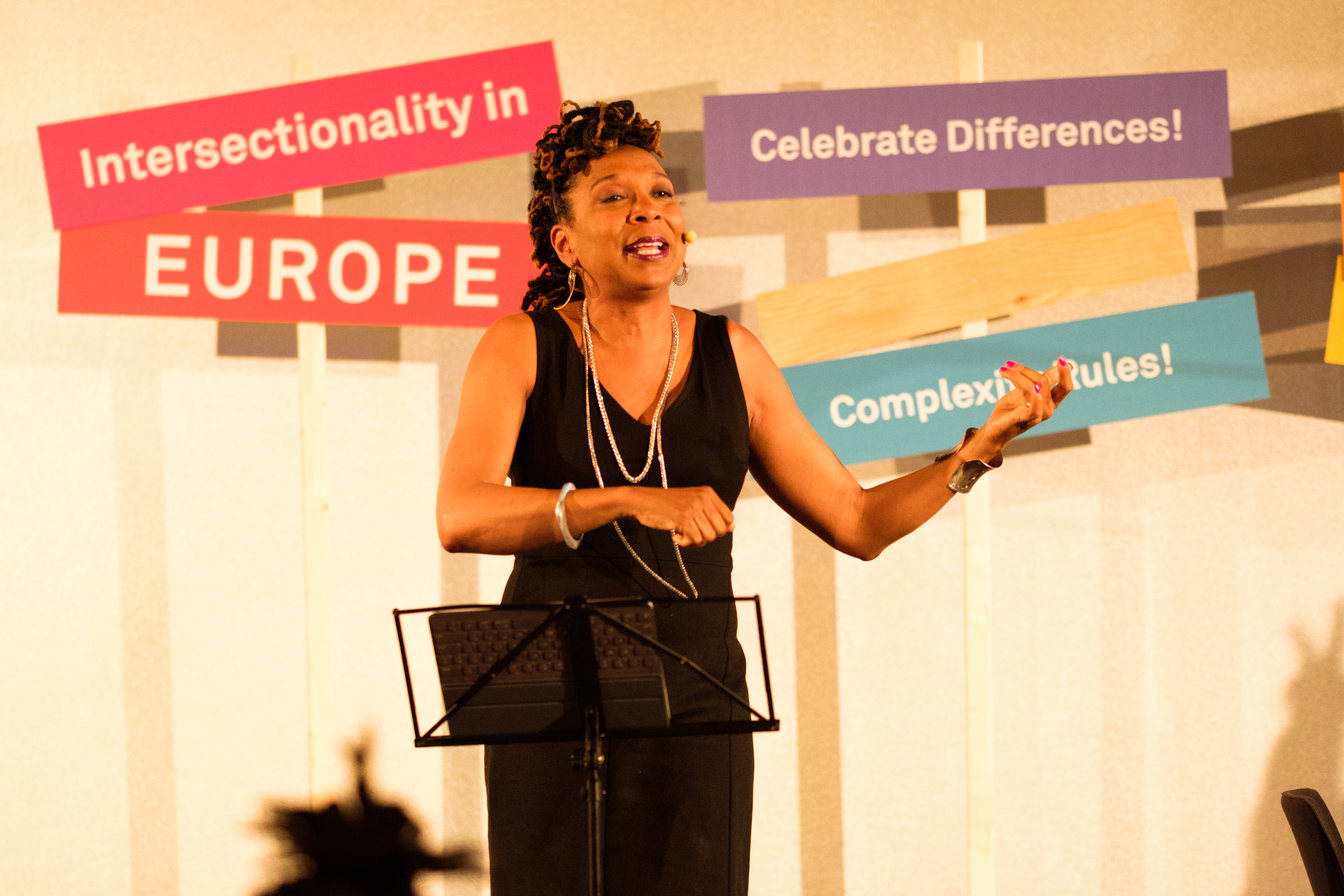
Kimberlé Crenshaw lors d'une conférence au Center for Intersectional Justice (CIJ).

Lors d’un discours d’ouverture prononcé au Center for Intersectional Justice (CIJ), à Berlin, Kimberlé Williams Crenshaw a noté la nécessité de revenir à la définition initiale de son concept sur l'intersectionnalité et de se remémorer, qu’à la base, ce sont deux femmes afro-américaines qui en sont à l'origine (Kimberlé Crenshaw et Emma DeGraffenreid). En effet, elle affirme dans un article du Washington Post qu’il avait été conceptualisé, avant tout, pour le besoin des femmes noires, mais que « ce terme a mis en lumière l'invisibilité de nombreuses personnes au sein de groupes qui les présentent comme leurs membres, mais échouent souvent à les représenter. Les effacements intersectionnels ne sont pas l'apanage des femmes noires. Les racisés au sein des mouvements LGBTQ+ ; […] les femmes au sein des mouvements d'immigration ; les femmes trans au sein des mouvements féministes ; et les personnes non valides qui combattent les dérives policières – tou·te·s font face à des vulnérabilités qui reflètent les intersections entre le racisme, le sexisme, le classisme, la transphobie, le validisme, etc. »

### Aux États-Unis
En 2005, Jasbir Puar propose plutôt le concept d'agencement, repris à Gilles Deleuze et Félix Guattari, pour penser la multiplicité des facteurs affectant les individus dans leur subjectivité.
Pour le sociologue Rick Fantasia, l'intersectionnalité minore « la perspective de classe, au prétexte que toutes les expressions d’identité et les motifs de division doivent être inclus dans le cadre explicatif de tous les phénomènes sociaux. Car, à la différence de ce qui se passe en Europe, la plupart des Américains ont une conception rudimentaire de la notion de classe. On leur rabâche que celle-ci n’est qu’une vue de l’esprit. Pour eux, d’autres formes de clivage constituent donc spontanément une source d’inégalités beaucoup plus évidente ».

### En France
Le concept de l'intersectionnalité a suscité des critiques et des débats depuis son développement. Bien qu’il ait été accepté dans le milieu universitaire, en politique et utilisé de nombreuses fois sur les réseaux sociaux, il existe des critiques et des incompréhensions à l'égard de ce concept. En effet, les critiques ont surgi dès que la notion de l’intersectionnalité a été proposée par la juriste africaine-américaine Kimberlé Crenshaw. L'une des premières critiques apportées est que : « l'identité reste centrale dans la théorie ».
Selon Isabelle Clair, les critiques de l’intersectionnalité se sont faites majoritairement par écrit ou à l'oral en France. En effet, Gérard Noiriel et Stéphane Beaud, des chercheurs français, ont porté principalement leurs critiques dans un blog et dans un livre par la suite en critiquant l'importance que le thème identitaire prend dans la théorie. Leur critique sont suivis de textes argumentés par d’autres auteurs qui craignent que la race et le genre soit un obstacle dans les recherches en science sociale. Cependant, d’autres travaux en France portent sur l’effacement de la race.
Le même discours est repris dans un journal d'opinion (Le vent se lève) où l'auteur cite : « Dans son livre Marxism and Intersectionnality, Ashel J. Bohrer défend le paradigme de l’intersectionnalité tout en dénonçant certaines de ses appropriations frauduleuses qui privilégient implicitement et de façon injustifiée certaines variables, en particulier la « race » ».
Éric Fassin, sociologue français spécialisé dans la culture des États-Unis, a étudié, sous l'angle de la notion de traduction, la façon dont l'intersectionnalité était entrée dans le féminisme français. Cette notion y est apparue vers l'année 2000, dans le sens d'une analyse de la pluralité. Très tôt, on s'inquiète de ce que la question de l'entrecroisement des dominations risque de figer l'identité des groupes analysés. Elsa Dorlin, philosophe, préparait une étude sur le black feminism, qui sera publiée en 2007, et craignait que se concentrer sur l'intersection des sexes et des races efface les abus des deux côtés. Reprenant le titre « Toutes les femmes sont blanches, tous les Noirs sont hommes, mais nous sommes quelques-unes à être courageuses », d'une anthologie sur le féminisme noir parue en 1982, elle montrait son accord avec l'approche intersectionnelle, mais elle souhaitait aussi l'enrichir. Cet enrichissement pouvait être apporté par les mouvements de luttes contre les colonisations, particulièrement par les idées d'Edward Saïd, universitaire palestinien et américain, qu'elle propose en association pour surpasser les emprises de la domination.
À cette époque, divers travaux de féministes américaines sont traduits en français et publiés, nourrissant les débats, comme Trouble dans le genre de Judith Butler, ou Doing difference de Candace West et Sarah Fenstermaker (Faire la différence, traduction Anne Revillard et Laure de Verdalle). Ce dernier ouvrage propose d'appréhender la diversité des oppressions non par leur intersection, mais en regardant comment le genre se réalise à travers elles, apportant ainsi une autre méthode que l'intersectionnalité pour décrire les exploitations. Le renouveau du féminisme en France de ces années là s'est aussi construit à partir du travail de Colette Guillaumin, sociologue française, à partir de la notion d'artifice du naturel, à la suite de travaux sur l'intrication des multiples ordres d'exploitation contre les migrants et les migrantes du Maghreb.
Le point de départ de la tradition féministe américaine et de son homologue française n'est pas le même : Éric Fassin affirme que la première est baignée dans des questions de race, alors que la seconde l'est dans le marxisme. Le féminisme aux États-Unis s'est construit en regard du mouvement noir, celui de la France a vécu en parallèle des mouvements ouvriers. Lorsque Kimberlé Crenshaw croise genre et race, Danièle Kergoat, sociologue française, croise genre et classe. Les féministes françaises n'ignorent pas les questions de race, les américaines n'ignorent pas la notion de classe, mais leur histoire n'est pas la même. À ces origines différentes s'ajoutent un contexte de réflexion qui n'a pas les mêmes objectifs : alors que les américaines réfléchissent surtout en termes de droit, les françaises réfléchissent surtout en termes de sociologie. Ainsi, comme toute autre, l'intersectionnalité est une connaissance située. Aux États-Unis, ce ne sont pas seulement les femmes noires qui font l'intersectionnalité, mais c'est aussi, et surtout, le féminisme. En France, ce n'est qu'en 2005 que les Indigènes de la République publient leur manifeste, que la loi portant reconnaissance de la Nation et contribution nationale en faveur des Français rapatriés sera discutée, que le Conseil représentatif des associations noires de France est créé, et que les émeutes de 2005 dans les banlieues françaises vont tonner, tout cela donnant alors aux féministes françaises une consistance, une actualité et une réalité aux injustices perpétrées par la notion de race.
Les affaires du voile islamique en France, intervenues à cette époque, s'interprètent, pour diverses féministes, non comme un problème de laïcité et de religion, mais comme un problème de racisme. Christine Delphy, dans un article de 2006, y voit un point de convergence entre l'intersectionnalité américaine — qu'elle ne nomme pas — et le féminisme matérialiste français. C'est une convergence qui vient aussi de sa propre histoire. Pour discuter des femmes dites voilées elle entre dans une logique d'intersection entre racisme, sexisme, société, famille. Elle affirme que « Le patriarcat n'est pas le seul système qui opprime les femmes des « quartiers et banlieues ». Elles sont aussi opprimées par le racisme. Les oppressions ne s'ajoutent pas les unes aux autres de façon mécanique, successive dans le temps et dans l'espace ». Éric Fassin montre que, ainsi, l'enjeu de l'intersectionnalité, en France, est devenu concret, et non plus une notion importée.
La notion fait l'objet de critiques de la part d'universitaires et essayistes, comme Gérard Noiriel, Stéphane Beaud et Michel Pialoux, qui lui reprochent, en particulier, d'occulter la centralité de la notion de classe sociale dans l'analyse sociologique et de servir à promouvoir certaines identités particulières. Une controverse méthodologique sur l'identité sociale oppose d'une part l'historien Gérard Noiriel, le sociologue Stéphane Beaud, et l’Observatoire des inégalités, d'autre part, les partisans de la théorie de l'intersectionnalité. La divergence porte sur le fait que cette théorie associe l'analyse en termes de classes à d'autres aspects de l'identité sociale comme l'ethnicité ou le genre, considérés comme secondaires dans l'approche marxiste traditionnelle. Selon Gérard Noiriel, l'intersectionnalité surdétermine (de façon insincère et subjectiviste) la question de l'identité ethnique, qu'il compare à un « bulldozer » écrasant tous les autres facteurs d'explication dont ceux économiques. Au contraire, pour le politologue Philippe Marlière, les sociologues Éléonore Lépinard et Sarah Mazouz, l'apport de l'intersectionnalité consiste à multiplier les perspectives pour « éviter de catégoriser les groupes selon un seul axe identitaire »,,.
Le politologue Laurent Bouvet, cofondateur du Printemps républicain, estime ainsi que « ce concept est utilisé, aujourd’hui, en France, essentiellement pour rendre acceptables – tout particulièrement à gauche – les revendications identitaires et culturalistes de minorités en les assimilant à des luttes sociales menées au nom de l’égalité ».
D'après Caroline Fourest, alors que certains l'utilisent comme synonyme à la convergence des luttes, pour d'autres, « l'intersectionnalité relève d'une vision américanisée et ghettoïsée » qui aboutit à opposer le féminisme dit « noir » au féminisme dit « blanc » et donc jugé « bourgeois ».
Fatiha Agag-Boudjahlat juge que l'intersectionnalité, « concept utile quand il est étudié par des spécialistes », se manifeste également comme un courant de pensée politique qui « prétend faire reconnaître le cumul de discriminations (femme et noire par exemple) » mais n'en fonctionne pas moins « comme une intersection routière : il y a toujours une priorité et un « cédez le passage ». Avec l'intersectionnalité, ce sont toujours les femmes qui cèdent le passage aux intérêts du groupe ethnique et religieux auquel on les assigne. » En se conformant au « culturalisme, qui consiste à défendre des droits différents en fonction de la couleur et de la culture des femmes, en fait leur ethnie et leur religion », l'intersectionnalité phagocyte le féminisme et détourne celui-ci de son objectif d'émancipation individuelle et collective de toutes les femmes, selon l'essayiste.
Stéphanie Roza, dans La Gauche contre les Lumières, analyse l'article séminal de Kimberlé Crenshaw et montre que la plupart des préjudices vécus par les femmes noires sujets d'études de l'article ne sont pas attachés à des discriminations de race ou de genre, auxquelles Kimberlé Crenshaw les attribue pourtant explicitement, mais sont directement liés à la pauvreté - et qu'un autre humain de même niveau de pauvreté s'en plaindrait avec les mêmes mots,. Elle considère la position de Crenshaw comme réductrice, car les inégalités entre les classes sociales ne seraient que des « conséquences des différences sexuelles et raciales ».
Françoise Vergès, militante pour un féminisme « décolonial », soutient que l'intersectionnalité permet de remettre en question le féminisme homogène européen et blanc pour donner la parole aux « femmes racisées ». Elle croit que d'autres éléments identitaires doivent être intégrés au discours intersectionnel, comme l'histoire esclavagiste et coloniale de la France.
Pour Nathalie Heinich, sociologue, directrice de recherche au CNRS (EHESS), l'intersectionnalité « est la conséquence directe du différentialisme ».
Le philosophe Norman Ajari déplore que, selon les adversaires du courant décolonial, l'articulation des questions de race, de genre et de classe ne peut se faire que sous la forme de l'intersectionnalité ; et que l'une et l'autre sont couramment devenues synonymes. Il précise : « L'intersectionnalité, c'est une théorie qui a une histoire et qui n'est, selon moi, qu'une forme possible de réflexion conjointe sur ces trois éléments. »

### Politique
Dans les milieux politiques radicaux ou démocrates, allant de l'ultragauche à la social-démocratie où le concept a été largement repris, des débats existent sur la pertinence de son utilisation puisque l'emploi de celui-ci suppose que lesdites oppressions (classe, genre, race) sont placées au même niveau, aboutissant souvent à une vision interclassiste où les personnes de mêmes genre ou race auraient plus en commun que des personnes d'une même classe sociale, terme qui se retrouve invisibilisé, s'opposant ainsi à une vision marxiste de la lutte des classes comme moteur de l'histoire. Cela pose le problème de la fragmentation des luttes et des prolétaires qui, dans la vision intersectionnelle, ne pourraient plus vraiment s'unir contre l'exploitation et la misère de la vie quotidienne mais se retrouvent à se fragmenter en s'associant plus qu'à une multiplicité de groupes subissant des oppressions, parfois sur des bases essentialistes et communautaires, dans une vision postmoderne, posant le problème de la manière d'arriver à une émancipation globale et totale du genre humain.
Des auteurs conservateurs sont très critiques à l'égard de l'intersectionnalité. Ainsi le commentateur politique Andrew Sullivan soutient que la pratique de l'intersectionnalité « se manifeste presque comme une religion. Elle pose une orthodoxie classique à travers laquelle toute l'expérience humaine est expliquée - et à travers laquelle tout discours doit être filtré ». De même, l'avocat et commentateur politique David French, écrivant dans la National Review, déclare que les partisans de l'intersectionnalité sont des « fanatiques d'une nouvelle foi religieuse » qui ont l'intention de combler un « trou en forme de religion dans le cœur humain ».

### Au Canada
Vanessa Tanguay, doctorante en droit, a présenté l'intersectionnalité comme une approche utile pour aborder le droit à l'égalité tel que garanti par la Charte des droits et libertés de la personne du Québec,.
Alors qu'au Québec, selon un article publié dans Le Devoir, Florence Morin-Martel nous cite les propos du cabinet de Mme Biron : « Ce n’est pas notre vision du féminisme ».

## La représentation des réalités intersectionnelles dans les médias et son manque de compréhension
La réalité intersectionnelle est souvent absente ou mal comprise dans les médias d'information ou sur les réseaux sociaux. En 2016, lors de la campagne des primaires démocrates, la candidate Hillary Clinton a fait l'usage du concept de l'intersectionnalité sur son compte Twitter, mais elle a été vivement critiquée sur la même plateforme du manque de profondeur de sa compréhension du concept selon Gildas Le Dem. Parmi les réponses à Hillary Clinton, Kimberlé Crenshaw s'est interrogée, dans un tweet, sur la capacité de Clinton à saisir le sens véritable du concept qu'elle invoquait.
Dans un article publié dans la presse, Léa Martin dénonce le manque d'inclusivité de la CAQ sur le féminisme. Elle cite, Francis Dupuis pour appuyer son argument : « Toutes les femmes au Québec ne vivent pas la même réalité, poursuit-il. Une récente étude sur le harcèlement de rue à Montréal montrait que les musulmanes qui portent l’hidjab sont souvent harcelées, y compris par d’autres femmes. L’intersectionnalité permet de porter attention à ces réalités complexes. ».
La réalité des femmes au Québec semble différente selon Anne Lovely Etienne. En effet, la réalité des femmes minoritaire au Québec n’est pas la même que les femmes blanches. Une femme qui fait partie de la minorité est confrontée à des discriminations raciales dans presque toutes les sphères de sa vie. Au niveau éducationnel, le logement ou pour trouver un travail, les femmes de la minorité doivent se battre pour s’imposer pour gagner leur place. Cependant dans les médias, le féminisme représente seulement l’image de la femme blanche sans prendre en compte toutes les réalités.
Elle a recueilli des témoignages pour montrer ces différences. L’un des témoignages recueillis par Anne Lovely Etienne est celui de la journaliste Fariha Naqvi-Mohamed (discriminée à cause de sa religion, sa langue et son ethnie) qui parle de sa réalité intersectionnelle : « « Avec les lois 21 et 96, je sens que la société québécoise est en train de créer des fossés et on ressent une discrimination. Prenons, par exemple, deux femmes qui appliquent pour le même emploi et l’une porte le hijab… Elles n’auront pas les mêmes chances d’accès à l’emploi et c’est la réalité des femmes musulmanes », note avec inquiétude celle qui se qualifie de fière Québécoise. »

#### Ouvrages
- L. Bereni, S. Chauvin, A. Jaunait et A. Revillard, Introduction aux gender studies. Manuel des études sur le genre, Bruxelles, De Boeck, 2008
- Laurent Bouvet, L'Insécurité culturelle, Paris, Fayard, 2015.
- (en) Patricia Hill Collins et Sirma Bilge, Intersectionality, Cambridge, Polity Press, 2016
- Elsa Dorlin (dir.), Sexe, race et classe : pour une épistémologie de la domination, Paris, PUF, 2009
- Elise Palomares (dir.) et Armelle Testenoire, Prismes féministes. Qu'est-ce que l'intersectionnalité ?, L'Harmattan, 2011
- (en) J. Siltanen et A. Doucet, Gender Relations in Canada : Intersectionality and Beyond, Toronto, Oxford University Press, 2008
- Angela Y. Davis (trad. de l'anglais), Femmes, race et classe [« Women, Race, & Class »], 1983 (réimpr. 2020) (1re éd. 1981)
- Louis-Georges Tin, Les imposture de l'universalisme, Paris, Textuel, 2020
- (en) Ange-Marie Hancock, Intersectionality : An Intellectual History, Oxford University Press, 2017
- Myriam Boussahba, Emmanuel Delanoë et Sandip Bakshi (dir.), Qu'est ce que l'intersectionnalité ? Dominations plurielles : sexe, classe et race, Paris, Payot, 2021, 448 p. (ISBN 978-2-228-92869-4).
- Sojourner Truth (trad. Françoise Bouillot), Et ne suis-je pas une femme ?, Paris, Payot, 2021, 128 p. (ISBN 978-2-228-92863-2).
- Sarah Mazouz et Éléonore Lépinard, Pour l'intersectionnalité, Paris/14-Condé-en-Normandie, Anamosa, 6 mai 2021, 69 p. (ISBN 978-2381910260, SUDOC 255626207).

#### Articles
- (en) Kimberlé Crenshaw, « Demarginalizing the Intersection of Race and Sex: A Black Feminist Critique of Antidiscrimination Doctrine, Feminist Theory and Antiracist Politics », University of Chicago Legal Forum,‎ 1989, p. 139-167. Réimprimé dans The Politics of Law: A Progressive Critique p. 195-217 (2e éd., dirigé par David Kairys, Pantheon, 1990)
- Kimberlé Crenshaw, « « Cartographie des marges : Intersectionnalité, politiques de l'identité et violences contre les femmes de couleur », Cahiers du genre, no 39,‎ 2005 (publication originale : (en) « Mapping the Margins: Intersectionality, Identity Politics, and Violence against Women of Color », Stanford Law Review, vol. 43, no 6,‎ 1991, p. 1241-1299)
- (en) Inès Horchani, « Intersectionnalité et féminismes arabes avec Kimberlé Crenshaw », The Postcolonialist, vol. 2, no 2,‎ décembre 2014/janvier 2015 (ISSN 2330-510X, lire en ligne)
- Elsa Dorlin, « De l'usage épistémologique et politique des catégories de « sexe » et de « race » dans les études sur le genre », Cahiers du Genre, vol. 39, no 2,‎ 2005, p. 83 (ISSN 1298-6046 et 1968-3928, DOI 10.3917/cdge.039.0083, lire en ligne, consulté le 1er août 2019)
- Éric Fassin, « Questions sexuelles, questions raciales. Parallèles, tensions et articulations », dans Didier Fassin et Éric Fassin (dir.), De la question sociale à la question raciale ?, Paris, La Découverte, 2006, p. 230-248.
- Sirma Bilge, « Théorisations féministes de l'intersectionnalité », Diogène, vol. 225, no 1,‎ 2009, p. 70-88.
- Alexandre Jaunait et Sébastien Chauvin, « Représenter l’intersection. Les théories de l’intersectionnalité à l’épreuve des sciences sociales », Revue française de science politique, vol. 62, no 1,‎ 2012, p. 5-20 (lire en ligne).

#### Reportage en ligne
- Géraldine Mosna-Savoye. Avec Sarah Mazouz (sociologue, chercheuse au CNRS), « Qu’est-ce que l’intersectionnalité ? », sur France Culture : Sans oser le demander, 2 septembre 2022 (consulté le 6 septembre 2022).